# 大日本帝国憲法第51条
大日本帝国憲法第51条（だいにほん/だいにっぽん ていこくけんぽう だい51じょう）は、大日本帝国憲法第3章にある、帝国議会に関する規定である。

## 現代風の表記
- 両議院は、この憲法及び議院法に掲げるもののほか、内部の整理に必要な諸規則を定めることができる。

## 解説
衆議院と貴族院は、大日本帝国憲法及び議院法に規定されるもののほかに、議院の運営に関して議院規則の制定権を有していた。